# 김응태
김응태(金應泰, 1890년 ~ 1971년 5월 2일)는 일제강점기, 대한민국의 감리교 목사이다. 본관은 연안이다.

## 생애
경기도 수원 출신이다. 장진학교와 보흥학교에서 수학한 뒤 일본으로 유학하여 요코하마시의 기독교 계통 학교에서 공부했다. 귀국 후 수원 삼일학교와 논산 진광학교에서 교사로 근무했다.
1921년 집사목사로, 1925년에는 장로목사로 안수를 받고 목회자가 되었다. 1919년 충청북도 음성교회, 1920년 진천교회에서 시무했고, 1922년에는 만주의 지린, 1923년 하얼빈에 각각 파송되었다.
1925년 협성신학교를 졸업하고 1926년부터 6년간 경성부 동대문교회를 담임했다. 1931년 일본에 파송되어 도쿄에서 시무하다가 충청남도 공주와 대전에서 목회를 했다. 1938년부터 1941년까지 인천 내리교회 담임을 맡았고, 1941년 창영교회로 옮겼다.
전쟁 시국이던 이 무렵 감리교단이 일제에 적극 협력할 때 이에 따랐다. 1941년 3월 정춘수가 주도해 '일본 적 복음'의 추구를 천명한 감리교 혁신안이 채택된 후 경기남교구장에 임명되었고, 1943년 감리교단이 결국 폐쇄되어 일본기독교 조선감리교단으로 강제 편입되었을 때는 전도국장으로 선임되었다.
광복 직전인 1945년 7월에 통합 교단인 조선기독교단이 출범했을 때는 감리교 대표격으로 장로교의 김관식 통리 밑에서 부통리를 맡았다. 일제 강점기 말기의 이러한 행적에 대하여 신토의 시녀, 충견 노릇을 다했다는 부정적인 평가도 있다.
광복 후에는 인천의 창영교회, 화도교회, 숭의교회와 인천성경학교에서 시무했다. 1954년 감리교 제3회 총회에서 유형기가 감독으로 재선될 것으로 보이자 이를 반대하는 세력이 일명 '호헌파'를 형성해 분열하는 일이 있었다. 김응태는 호헌파가 1955년 천안에서 별도로 조직한 총회를 통해 감독으로 추대되어, 1959년 다시 감리교가 기독교대한감리회로 통합될 때까지 호헌파의 중심에서 활동했다.
2008년 발표된 민족문제연구소의 친일인명사전 수록예정자 명단 중 종교 부문에 포함되었다.

## 같이 보기
- 내리교회
- 창영교회
- 숭의교회

## 참고자료
- “한국감리교인물사전 - 김응태”. 기독교대한감리회. 2008년 2월 23일에 확인함.[깨진 링크(과거 내용 찾기)]
- “김응태”. 두산 엔싸이버 백과사전. 2008년 2월 23일에 확인함.[깨진 링크(과거 내용 찾기)]
- 이응호 (2005년 8월 31일). “이명직 목사의 묵은 가족사진(1)”. 활천. 2008년 2월 23일에 확인함.[깨진 링크(과거 내용 찾기)]